# Reprises des chansons de Kate Bush
Pour un article plus général, voir Kate Bush.
Des artistes de différentes générations et notoriétés ont repris certaines des chansons de Kate Bush. C'est aussi le cas lors d'émissions de télé-crochet telles que Britain's Got Talent,
Nouvelle star, American idol ou
The Voice. Des artistes issus de la scène électronique et du hip-hop tels qu'Utah Saints, The Prodigy ou encore Mystikal s'inspirent de l'anglaise en s'emparant de samples de ses chansons. Une pléthore de remixes de certains de ses titres fourmille sur internet.
Les albums cités ci-dessous réunissent principalement des collectifs d'enregistrements ; le tableau dresse une liste non exhaustive de divers artistes et de leurs reprises.

## Albums «Hommages»
En 1992, le groupe Big City Orchestra (en) enregistre Our Life In The Bush Of Kate (une référence à l'album My Life in the Bush of Ghosts de David Byrne et Brian Eno) ; la plupart des reprises ont été tirées d'un concert. En 1997, différents musiciens, professionnels et amateurs du monde entier, enregistrent un album appelé Kate Bush Covered. Le 22 septembre 1998, un autre album, appelé I Wanna Be Kate: The Songs of Kate Bush, mets en vedette des musiciens de Chicago.  The Skin Experiment, a collection of Kate Bush covers est une compilation en ligne d'artistes internationaux. Kate and me est un album entier créé à partir de samples de l'oeuvre de Kate Bush.

## Liste d'artistes et de leurs reprises
Le tableau ci-dessous est « triable » ; les symboles en triangle permettent de filtrer chaque colonne :
- Par ordre alphabétique (première lettre de l'ensemble du nom)
  - la première colonne, des musiciens ou des groupes,
  - la seconde, les chansons de Kate Bush qui ont fait l'objet des reprises
- Par ordre chronologique pour la troisième colonne, par année, lorsque l'information est renseignée
- La dernière colonne comporte des notes diverses (titre de la chanson dans la langue de l'interprète, par exemple ; ou les conditions d'enregistrement, etc.)

| Artiste                                         | Chanson reprise                           | Année | Notes                                                                                               |
| ----------------------------------------------- | ----------------------------------------- | ----- | --------------------------------------------------------------------------------------------------- |
| ACO                                             | This Woman's Work                         | 2001  | |
| Adam West                                       | Running Up That Hill                      | 1994  | |
| ADSR                                            | Jig Of Life                               |       | |
| Alan Partridge (Steve Coogan)                   | Them Heavy People                         |       | Medley                                                                                              |
| Alan Partridge (Steve Coogan)                   | The Man With The Child In His Eyes        |       | Medley                                                                                              |
| Alan Partridge (Steve Coogan)                   | Wuthering Heights                         |       | Medley                                                                                              |
| Alan Partridge (Steve Coogan)                   | Don't Give Up                             |       | Medley                                                                                              |
| Alan Partridge (Steve Coogan)                   | Babooshka                                 |       | Medley                                                                                              |
| Albert Niland                                   | Wuthering Heights                         | 2004  | |
| Alicia Dara                                     | And Dream of Sheep                        |       | A cappella                                                                                          |
| Alisa Wolfe                                     | Feel It                                   | 2000  | |
| Andy Smith                                      | The Man With The Child In His Eyes        |       | |
| Angra                                           | Wuthering Heights                         | 1993  | Regular version                                                                                     |
| Angra                                           | Wuthering Heights                         | 1997  | Speed Metal Version, live unplugged                                                                 |
| Anything                                        | Cloudbusting                              | 1996  | |
| Ataraxia                                        | La Nuova Margherita                       | 1996  | Reprise de Wuthering Heights (Italie)                                                               |
| Auburn Lane                                     | The Morning Fog                           | 2002  | |
| Bart And Friends                                | Hounds Of Love                            | 2001  | |
| Big Audio Dynamite                              | Wuthering Heights                         |       | Sample                                                                                              |
| Bill Jones (en) Band                            | Never Be Mine                             | 2002  | |
| Blue Pearl                                      | Running Up That Hill                      | 1990  | David Gilmour                                                                                       |
| Bluebottle Kiss (en)                            | Hounds Of Love                            | 1997  | |
| Brigid Boden (en)                               | The Man With The Child In His Eyes        |       | |
| Brother Venus with Laura Harding                | Running Up That Hill                      |       | Regular and Miss Dusty O Mix                                                                        |
| Cartouche                                       | Running Up That Hill                      | 1997  | Club Vocal Mix, Dance Mix, radio mix, Remix 97                                                      |
| Charlotte Church                                | The Man With the Child In His Eyes        | 2005  | |
| Charlotte Martin (en)                           | Cloudbusting                              | 2004  | |
| Charlotte Martin (en)                           | This Woman's Work                         | 2003  | 5 août, live Hotel Café (Hollywood CA)                                                              |
| China Drum                                      | Wuthering Heights                         | 1996  | |
| Christine Collister (en)                        | The Man With The Child In His Eyes        | 2005  | |
| Chromatics                                      | Running Up That Hill                      |       | |
| Clay Broome                                     | Cloudbusting                              |       | |
| Claudia Brücken and Andrew Poppy                | Running Up That Hill                      | 2005  | |
| Claudia de Booche                               | The Big Sky                               |       | Original Ciao Baby Mix, original Dance Mix, Radio Edit, Tony Henderson Mix                          |
| Dark Orange                                     | The Man With The Child In His Eyes        | 1992  | |
| Deadline Poet (with Amy Malkoff                 | Running Up That Hill                      | 1996  | |
| Dumbfoundead                                    | Babooshka                                 | 2010  | (Sampling) sur le titre Pushin                                                                      |
| Jeanne Added                                    | Running Up That Hill                      | 2020  | |
| Kiki Dee & Carmelo Luggeri                      | Running Up That Hill                      | 2005  | |
| Deirdre Cartwright group                        | Wuthering Heights                         | 2004  | |
| Mary Dillon                                     | Army Dreamers                             |       | |
| Judy Dinning and Dave Smith                     | The Man With The Child In His Eyes        |       | |
| Distance                                        | Running Up That Hill                      | 1998  | Perfect Beat Remix                                                                                  |
| DJ Fil OK                                       | Waking The Witch                          |       | (Sampling) (DJ mix) (at Nag Nag Nag)                                                                |
| DJ Orkidea                                      | Still Dream                               |       | Reprise de Cloudbusting                                                                             |
| Cristina Donà                                   | Wuthering Heights                         | 2004  | Rock 'n' Roll Recollection (Italie)                                                                 |
| Shelley Doty                                    | L'Amour Looks Something Like You          | 1997  | |
| Mila Drumke                                     | Under the Ivy                             | 1997  | |
| Susan Egan                                      | Wuthering Heights                         | 2004  | |
| Margrét Eir                                     | Wuthering Heights                         | 2003  | (« Heiðin há... ») (Islandais)                                                                      |
| Elastic Band (Alex Party)                       | Running Up That Hill                      | 1994  | Full and edit versions                                                                              |
| Elastic No-No Band                              | Wuthering Heights                         | 2007  | Diverses performances « live »                                                                      |
| Tetê Espíndola                                  | Wuthering Heights                         | 1985  | |
| E-Z Posse                                       | Child In His Eyes                         |       | Sample                                                                                              |
| Faith and the Muse                              | Running Up That Hill                      | 2001  | |
| John Forté                                      | Running Up That Hill                      |       | « Runnin Up That Hill »                                                                             |
| Danielle French                                 | Running Up That Hill                      | 2003  | |
| Frente                                          | Hounds Of Love                            | 2005  | |
| Maria Friedman                                  | The Man With The Child In His Eyes        | 1995  | |
| The Futureheads                                 | Hounds of Love                            | 2005  | |
| Future Trance                                   | Running Up That Hill                      |       | |
| Gene-Manuel                                     | Under the Ivy                             | 2005  | |
| The Good 2 Bad and Hugly                        | Wuthering Heights                         |       | |
| Ellen Green and Christian Klikovits             | The Man With The Child In His Eyes        | 2004  | |
| Gabrielle Angelique                             | Wuthering Heights                         |       | |
| Gemma Hayes                                     | Cloudbusting                              |       | |
| May Harold                                      | Wuthering Heights                         | 1979  | |
| Hits Machine Unlimited                          | Wuthering Heights                         | 1978  | Top Hits Of The Year                                                                                |
| Hue And Cry                                     | The Man With The Child In His Eyes        | 1989  | (live, Violently)                                                                                   |
| Hybrid                                          | Experiment IV                             | 2002  | |
| Icon And The Black Roses                        | Running Up That Hill                      | 2004  | |
| Inside Moves                                    | The Man With the Child In His Eyes        | 1992  | |
| Isadar                                          | Running Up That Hill (A Deal With God)    | 2006  | Album « Scratching The Surface » - Sampler (Disc 2 - Electro-Voice).                                |
| Jane Birkin                                     | Mother Stands For Comfort                 | 2006  | |
| Lee Kaay                                        | December Will Be Magic Again...           | 2001  | |
| Lee Kaay                                        | This Woman's Work                         | 2001  | |
| Kate's Project                                  | Wuthering Eights                          | 1993  | [sic] (Interface Club Mix, Tendential Mix, Kate's Deep Beat)                                        |
| Kate Bush vs Infusion                           | Running Up That Hill                      | 2003  | |
| Kate the Beatnik feat. Dumbfoundead and Clara C | Babooshka                                 | 2010  | Pushin' (sample)                                                                                    |
| Kerli                                           | Running Up That Hill                      |       | |
| Kiki and Herb                                   | This Woman's Work                         |       | Live                                                                                                |
| Kiki and Herb                                   | Moments Of Pleasure                       |       | Live                                                                                                |
| Kiki and Herb                                   | Running Up That Hill                      | 2002  | Live                                                                                                |
| Kiki and Herb                                   | The Saxophone Song                        |       | Live                                                                                                |
| Liv Kristine                                    | The Man with the Child in His Eyes        | 2012  | |
| Jan Kolar                                       | Wuthering Heights                         | 2002  | Instrumental                                                                                        |
| Gabriela Kulka                                  | Feel It                                   | 2003  | Top Of The City                                                                                     |
| Nolwenn Leroy                                   | Running up that Hill                      |       | |
| Levy 9                                          | Running Up That Hill                      | 1995  | (Mix 1, 7-inch Mix, RMX-Street 9 Mix, Running Dream, RMX-Running Mix, RMX-Hill Mix, Dreaming Mix)   |
| Libido                                          | Running Up That Hill                      | 1997  | |
| Ben Liebrand                                    | Running Up That Hill                      |       | Remix                                                                                               |
| Danielle Lubene                                 | December Will Be Magic Again              | 2001  | |
| Marianne And Me                                 | Wuthering Heights                         | 1994  | |
| The Married Monk                                | Moving                                    | 1996  | |
| Masha Bijlsma Band                              | The Man With The Child In His Eyes        | 1998  | |
| Mia Martini                                     | Wuthering Heights                         | 1983  | « Cime Tempestose » (Italie)                                                                        |
| Maxwell                                         | This Woman's Work                         | 1997  | (live MTV Unplugged (Europe)                                                                        |
| Maxwell                                         | This Woman's Work                         | 2001  | Studio version Now                                                                                  |
| The Midway State (en) (avec Lady Gaga)          | Don't Give Up                             |       | |
| Meg Myers                                       | Running Up That Hill                      | 2019  | |
| Miss Platnum                                    | Babooshka                                 | 2009  | Babooshka 2009                                                                                      |
| Mazi Cohen                                      | Army Dreamers                             | 1992  | « Shem Ba'even », « Name On Stone »                                                                 |
| Natalie Cole                                    | The Man With The Child In His Eyes        | 1991  | The Arsenio Hall Show)                                                                              |
| Natalie Cole                                    | The Man With The Child In His Eyes        | 2006  | Studio version (Leavin')                                                                            |
| Julie Covington and Richard Thompson            | The Kick Inside                           | 1978  | |
| Modern Girls                                    | Sat In Your Lap                           |       | |
| Pierre Moulin                                   | Wuthering Heights                         | 1981  | Instrumental                                                                                        |
| Maarten Mourik                                  | Deeper Understanding                      | 2001  | |
| MPHO (en)                                       | Running Up That Hill                      |       | |
| Mr. Conte featuring Laura Valente               | Wuthering Heights                         | 2004  | |
| Mr. Floppy                                      | Wuthering Heights                         | 1992  | Regular version, trance mix (instrumental) (The Incredible Lightness Of Being A Dickhead)           |
| Mr. Sirius                                      | Babooshka                                 |       | Groupe japonais chantant en anglais                                                                 |
| Yoichi Murata                                   | L'Amour Looks Something Like You          | 2003  | |
| Nada Surf                                       | Love And Anger                            |       | |
| Novembre                                        | Cloudbusting                              | 2001  | Voix : Anne-Mari Edvardse                                                                           |
| Paul Oakenfold                                  | Running Up That Hill                      |       | Sample                                                                                              |
| Majella O'Shea                                  | The Man With The Child In His Eyes        |       | |
| Páll Óskar                                      | Feel It                                   | 1995  | |
| Pageant                                         | James And The Cold Gun                    | 1987  | |
| Marion Pagels And Band                          | Wuthering Heights                         | 1989  | |
| Particle Salad                                  | The Morning Fog                           | 2004  | |
| Pat Benatar                                     | Wuthering Heights                         | 1980  | |
| Mauro Pawlowski                                 | Babooshka                                 |       | |
| Glen Phillips                                   | Mother Stands For Comfort                 | 2003  | Largo (Los Angeles) le 4 juin                                                                       |
| Point Of Departure                              | The Man With The Child In His Eyes        | 1992  | |
| Placebo                                         | Running Up That Hill                      | 2003  | |
| The Puppini Sisters                             | Wuthering Heights                         | 2006  | |
| Quaker Notes                                    | This Woman's Work                         | 2000  | |
| Rachel Z                                        | This Woman's Work                         | 2005  | |
| Ra Ra Riot                                      | Hounds Of Love                            |       | |
| Ra Ra Riot                                      | Suspended in Gaffa                        |       | |
| Ray Shell (en)                                  | Them Heavy People                         | 1981  | Kate on BVs ; version semi-instrumentale                                                            |
| Red Legs                                        | Babooshka                                 |       | |
| Hollis Resnik                                   | This Woman's Work                         |       | |
| James Reyne                                     | Wuthering Heights                         | 2000  | Live (Andrew Denton Breakfast Show Musical Challenge)                                               |
| Happy Rhodes                                    | And Dream Of Sheep                        |       | « Little light » (début de "And Dream Of Sheep")                                                    |
| Rock Follies                                    | Wow                                       |       | |
| Ros                                             | Wuthering Heights                         | 2001  | |
| Dave Rummans                                    | Running Up That Hill                      | 2004  | |
| Ruthie Henshall                                 | The Man With The Child In His Eyes        | 2001  | |
| Sandra King                                     | The Man With The Child In His Eyes        |       | |
| Mike Scott                                      | Why Should I Love You                     | 1997  | |
| Skye                                            | The man with the child in his eyes        | 2009  | |
| Solar Moon System                               | Running Up That Hill                      | 2000  | |
| The Chasers                                     | The Man With The Child In His Eyes        | 1994  | |
| The Sonny Sharrock Band                         | Kate (Variations On A Theme By Kate Bush) | 1990  | |
| Speedbliss                                      | Candle in the Wind                        |       | Sample de reprises de Kate Bush                                                                     |
| Dusty Springfield                               | The Man With The Child In His Eyes        | 1979  | Live                                                                                                |
| Debra Stephenson                                | Babooshka                                 | 2005  | |
| Steve Ball                                      | Running Up That Hill                      | 2003  | |
| Supersci feat. Chords                           | Army Dreamers                             | 2006  | On the Grind                                                                                        |
| Sweatysuedelips                                 | Running Up That Hill                      | 2001  | |
| Sweep (avec Linda Carriere)                     | Running Up That Hill                      | 1993  | DuMonde Mix, Jam's Labyrinth mix, Dumonde Radio Edit, Jam El Mar Mix, Longlane Mix                  |
| Sweep (avec Linda Carriere)                     | Running Up That Hill                      | 1993  | 2fr (CH) Mix Frigor's Cut, Radio Edit, Laser Mix                                                    |
| The Sweptaways                                  | Wuthering Heights                         |       | |
| Swimmer One                                     | Cloudbusting                              |       | |
| Tabarruk                                        | Hounds Of Love                            | 1993  | |
| Terra                                           | Under the Ivy                             |       | |
| The Affordable Floors                           | The Big Sky                               | 2000  | |
| The Amalgamates                                 | Running Up That Hill                      | 1994  | |
| The Amalgamates                                 | The Man With The Child In His Eyes        | 1991  | |
| The Decemberists                                | Wuthering Heights                         |       | Diverses performances « live »                                                                      |
| Thee Heavenly Music Association                 | Running Up That Hill                      | 2005  | |
| Theo Bleckmann                                  | And Dream of Sheep                        |       | |
| Tilt!                                           | Running Up That Hill                      | 1992  | |
| Top of the Pops                                 | Wuthering Heights                         | 1978  | |
| Top of the Pops                                 | The Man With The Child In His Eyes        | 1978  | |
| Tori Amos                                       | And Dream of Sheep                        |       | Diverses performances « live »                                                                      |
| Tori Amos                                       | Running Up That Hill                      |       | Partiellement reprise lors de certains concerts                                                     |
| Treble                                          | This Woman's Work                         | 2002  | |
| Tronik                                          | Experiment IV                             |       | Hybrid Remix                                                                                        |
| The Browne Sisters and George Cavanaugh         | Wuthering Heights                         | 2004  | |
| The Twilight Singers                            | Cloudbusting                              |       | Live (et studio ?)                                                                                  |
| The Tufts University Jackson Jills              | This Woman's Work                         | 1992  | |
| The Ukulele Orchestra of Great Britain          | Wuthering Heights                         |       | |
| Ultrawave                                       | Running Up That Hill                      |       | Seduction Mix, Vocal Mix                                                                            |
| Unwoman                                         | Deeper Understanding                      | 2002  | |
| Utah Saints                                     | Cloudbusting                              | 1992  | Sample. 4 mai « Something Good » (130 bpm, Kate Bush Remix, Razormaid Mix, live (Top Of The Pops) ) |
| Valen Hsu (Xu Ru Yun)                           | The Man With The Child In His Eyes        | 1996  | Yibaige Huangyan (Mandarin)                                                                         |
| Valen Hsu (Xu Ru Yun)                           | 101 Lies                                  | 1996  | (Mandarin)                                                                                          |
| Valen Hsu (Xu Ru Yun)                           | Moving                                    | 1996  | (Mandarin)                                                                                          |
| Valensia (en)                                   | Them Heavy People                         |       | Live                                                                                                |
| Valensia (en)                                   | Wuthering Heights                         |       | Live                                                                                                |
| Liz Van Dort                                    | The Man With The Child In His Eyes        | 2005  | Live                                                                                                |
| Velvet Belly                                    | The Man With the Child In His Eyes        | 2000  | |
| Gil Ventura                                     | Wuthering Heights                         | 1978  | |
| Vietnam                                         | Army Dreamers                             |       | |
| Visnja                                          | Wuthering Heights                         |       | |
| Vocal Line                                      | And Dream Of Sheep                        | 1996  | |
| Vocal Line                                      | Wuthering Heights                         | 2006  | |
| Hayley Westenra                                 | Wuthering Heights                         | 2003  | |
| John Whiffin and Jacqui McShee                  | Army Dreamers                             | 1997  | |
| White Flag (en)                                 | Wuthering Heights                         | 1992  | |
| Wild Nothing                                    | Cloudbusting                              | 2009  | |
| Kathryn Williams                                | This Woman's Work                         |       | |
| Within Temptation                               | Running Up That Hill                      | 2003  | live Edison Awards (Amsterdam)                                                                      |
| Within Temptation                               | Running Up That Hill                      | 2004  | Studio version                                                                                      |
| Patrick Wolf                                    | Running Up That Hill                      |       | |
| Jah Wurzel (Morgan Fisher)                      | Wuthering Heights                         | 1979  | |
| Zenima (pt)                                     | The Man With the Child In His Eyes        | 1998  | « Domani Dimenticherai » (Italien)                                                                  |
| The Zoltan Kodaly School for Girls              | Hounds Of Love                            |       | |
| Låpsley                                         | This Woman’s Work                         | 2016  | |

## Sources et références
- Cet article est partiellement ou en totalité issu de l'article intitulé « Kate Bush » (voir la liste des auteurs).

- (en) Cet article est partiellement ou en totalité issu de l’article de Wikipédia en anglais intitulé « List of Kate Bush tribute albums » (voir la liste des auteurs).

1. ↑  « HOPE MURPHY ON BRITAIN'S GOT TALENT 2012 - SINGING THIS WOMAN'S WORK », sur Youtube, 14 avril 2012 (consulté le 27 février 2013).
2. ↑  Leïla, « Babooshka », sur Youtube, 8 janvier 2011 (consulté le 27 février 2013).
3. ↑  MICHAEL LYNCHE, « AMERICAN IDOL SEASON 9 - THIS WOMAN'S WORK BY KATE BUSH (HQ) », sur Youtube, 11 mars 2010 (consulté le 27 février 2013).
4. ↑  DateRecordsuk, « Utah Saints - 'Something Good 08' (Official Video) », sur Youtube, 7 février 2008 (consulté le 28 février 2013).
5. 1 2  (en) « Kate Bush », sur whosampled.com (consulté le 27 octobre 2017).
6. ↑  (en) Emily Manning, « 5 times kate bush ruled the rap game », sur vice.com, 7 août 2016 (consulté le 27 octobre 2017).
7. ↑  « Big City Orchestre* – Our Life In The Bush Of Kate » (consulté le 16 février 2013).
8. ↑  « I Wanna Be Kate: The Songs of Kate Bush », sur katebushnews.com (consulté le 16 février 2013).
9. ↑  « The Skin //Experiment, a collection of Kate Bush covers », sur Youtube, 9 juillet 2012 (consulté le 27 février 2013).
10. ↑  Olivier Cachin, « Pone, un destin hors du commun », sur musique.rfi.fr, 15 janvier 2020 : « J’ai utilisé uniquement des samples de Kate Bush et quelques petits échantillons de rap US. ».
11. ↑  « Kate Bush Covers », sur Livejournal (consulté le 14 février 2013).
12. ↑  « - Angra - Wuthering Heights », sur Youtube.
13. ↑  « coversproject.com - Chromatics Cover Songs » (consulté le 19 février 2013).
14. ↑  « Dumbfoundead ».
15. ↑  Frédéric Gramond, « Coronavirus : musique, sport, selfie, comment ils tuent le temps pendant le confinement, grâce aux réseaux sociaux », 31 mars 2020.
16. ↑  « Mary Dillon Cover Songs », sur coversproject.com (consulté le 24 février 2013).
17. ↑  « Faith And The Muse - Running Up That Hill », sur Youtube (consulté le 24 février 2013).
18. ↑  « John Forté "Runnin Up That Hill" », sur youtube, 13 mars 2009 (consulté le 24 février 2013).
19. ↑  
daniellefrenchofficial/, « Running Up That Hill », sur Myspace, Scarlett Raven Productions (consulté le 27 avril 2013).
20. ↑  « The Futureheads Cover Songs », sur coversproject.com, 2009 (consulté le 24 février 2013).
21. ↑  « Gemma Hayes - Cloudbusting (Kate Bush-Cover) », sur Youtube.
22. ↑  « ISADAR - Running Up That Hill (A Deal With God) », sur Youtube, 21 avril 2008 (consulté le 24 février 2013).
23. ↑  « coversproject.com - Jane Birkin Cover Songs » (consulté le 19 février 2013).
24. ↑  « Direct Sample of Multiple Elements », sur whosampled.com.
25. ↑  Kerli, « Running up that hill », sur Youtube, 20 septembre 2011 (consulté le 24 février 2013).
26. ↑  « Running up that Hill (Kate Bush Cover) », 169/04/2011 (consulté le 24 février 2013).
27. ↑  Levy 9, « running up that hill (version trance) », sur Youtube, 7 juillet 2011 (consulté le 24 février 2013).
28. ↑  « This Womans Work Live », sur Youtube.
29. ↑  GagasMonster, « Don't give up - The midway state ft Lady GaGa », 26 décembre 2009 (consulté le 19 mars 2013).
30. ↑  Meg Myers, « Meg Myers - Running Up That Hill [Official Video] », 27 juin 2019.
31. ↑  « Direct Sample of Multiple Elements », sur whosampled.com.
32. ↑  « The Man With The Child In His Eyes - Natalie Cole », sur Youtube, 17 avril 2011 (consulté le 23 février 2013).
33. ↑  « The Top 10 Kate Bush covers », sur songpeople.co.uk (consulté le 19 mars 2013).
34. ↑  « Love And Anger (Kate Bush Cover) », sur Youtube, 1er avril 2010 (consulté le 24 février 2013).
35. ↑  « Pat Benatar - Wuthering Heights », sur Youtube (consulté le 14 février 2013).
36. ↑  Mauro Pawlowski, « Babooshka (Kate Bush cover) », sur youtube, 12 août 2009 (consulté le 24 février 2013).
37. ↑  placebo, « running up that hill (official video) », sur Youtube.
38. ↑  The Puppini Sisters, « Wuthering Heights »(Archive.org • Wikiwix • Archive.is • Google • Que faire ?), sur experiencefestival.com, 8 janvier 2009 (consulté le 24 février 2013).
39. ↑  Ra Ra Riot, « Suspended in Gaffa », sur Youtube, 12 décembre 2010 (consulté le 24 février 2013).
40. ↑  Mike Scott, « Cover Songs », sur coversproject.com (consulté le 24 février 2013).
41. ↑  « the skin experiment, a collection of Kate Bush /covers, various artists, full album, home made », 9 juillet 2012 (consulté le 24 février 2013).
42. ↑  « Direct Sample of Multiple Elements », sur whosampled.com.
43. ↑  « And Dream of Sheep (Kate Bush) - THEO BLECKMANN », sur Youtube (consulté le 19 février 2013).
44. ↑  Wild Nothing, « Cloudbusting », sur coversproject.com.
45. ↑  Within Temptation, « Cover Songs », sur coversproject.com.
46. ↑  Patrick Wolf, « Hounds of Love (Kate Bush Cover) », 15 mai 2007 (consulté le 24 février 2013).
47. ↑  Mathieu Belchit, « Låpsley reprend This Woman’s Work de Kate Bush », 22 octobre 2016 (consulté le 27 octobre 2017).